# Cacic cuabarrat
El cacic cuabarrat (Cacicus latirostris) és un ocell de la família dels ictèrids (Icteridae).

## Hàbitat i distribució
Habita la selva pluvial i illes fluvials a les terres baixes de l'extrem sud-est de Colòmbia, est de l'Equador, nord-est del Perú i extrem oest del Brasil.